# Gibbula ardens
Gibbula ardens é uma espécie de molusco pertencente à família Trochidae.
A autoridade científica da espécie é Salis Marschlins, tendo sido descrita no ano de 1793.
Trata-se de uma espécie presente no território português, incluindo a zona económica exclusiva.